# Mara Sattei
Mara Sattei, seudónimo de Sara Mattei (Fiumicino, 28 de abril de 1995), es una cantautora italiana.
Después de participar en la decimotercera edición del concurso de talentos Amici di Maria De Filippi en 2014, saltó a la fama al alcanzar el primer lugar en la lista FIMI Top Singles tres veces, y luego participar en el 73° Festival de San Remo en 2023 con la canción Duemilaminuti.

## Biografía

### Infancia y primeros años
Nacida en 1995 en Fiumicino, un municipio de la Ciudad Metropolitana de Roma, y hermana mayor del rapero y productor discográfico Davide Mattei, alias Thasup, Sara se interesó por la música a la edad de cinco años. Comenzó a tomar lecciones de canto y piano a temprana edad, con el apoyo de su madre, cantante de un grupo gospel.
En 2008, comenzó su carrera musical subiendo versiones de canciones famosas a través de su canal de YouTube. En 2011 y 2012 intentó participar en las audiciones de X Factor, pero no logró pasar a las selecciones.

### 2013-2019: Participación enAmici 13y Mara Sattei
En 2013 participó en las audiciones de la decimotercera edición del concurso de talentos musicales Amici di Maria De Filippi, accediendo luego a la fase inicial. En marzo de 2014 consiguió el acceso a la fase vespertina del programa, siendo eliminada durante el segundo episodio del 31 de marzo. En julio del mismo año, siguió la colaboración con el rapero Surfa en el single Poli opposti, así como el lanzamiento de un EP de versiones titulado Frammenti: Acoustic Covers N.1. En enero de 2015, siguió un mixtape de versiones titulado Frammenti: Street Covers N.2, del que se extrajo el sencillo Sola con te, en colaboración con Daniele Vit.
El 30 de mayo de 2016 lanzó el sencillo Non basterà, seguido del sencillo Mama Oh, lanzado el 29 de julio de 2017, ambos producidos por su hermano Thasup.
Tras unos años de inactividad, durante los cuales se trasladó a Londres, en 2019 volvió a publicar música bajo el seudónimo "Mara Sattei", obtenido intercambiando las iniciales de su nombre y apellido.

### 2019-2022:Nuove registrazioniyUniverso
Sus primeros lanzamientos, titulados Nuova registrazione 326 (certificado oro), Nuova registrazione 402 y Nuova registrazione 527, son todos producidos por su hermano Thasup.
En 2020 participó en el remix del single Dilemme, y en la colaboración con Thasup (su hermano) y Carl Brave Spigoli; las dos canciones alcanzaron las posiciones 3 y 1 respectivamente en las listas italianas,   recibiendo uno y tres discos de platino respectivamente.
El 9 de abril de 2021, lanzó su primer sencillo en solitario Scusa, nuevamente producido por su hermano Thasup. Posteriormente colaboró con Gazzelle en Tuttecose, alcanzando la posición 16 en las listas y obteniendo dos discos de platino más.
El 14 de enero de 2022 lanzó su primer álbum de estudio Universo, del cual se extrajeron los sencillos Quello che non dici y Parentesi, este último en colaboración con Giorgia. El álbum alcanzó la séptima posición en las listas italianas,  y luego fue promocionado a través de la gira Universo Tour 2022. El 3 de junio de 2022 se lanzó el sencillo La dolce vita, en el que colaboró con Fedez y Tananai; La canción alcanzó la cima de la lista de sencillos más vendidos en Italia, y fue certificada como oro después de tres semanas. El 31 de agosto ganó el Power Hits Estate 2022. El siguiente octubre colaboró en la canción Vuoto dentro de Sick Luke y con el rapero Bresh.

### 2023-presente: Festival de San Remo 2023 yCasa Gospel
En febrero de 2023 participó en el 73º Festival de San Remo con la canción Duemilaminuti escrita por Damiano David de Måneskin, que alcanzó la decimonovena posición en el ranking final. Durante el festival fue nombrada ganadora del Premio CoReCom por su canción, que habla sobre la violencia contra las mujeres. En abril del mismo año se anunció que el contrato con el sello Sony Music había finalizado y el artista había firmado con el sello Island Records, con el que lanzó el sencillo Tasche. Le siguieron las canciones Piango in discoteca, producida por Takagi &amp; Ketra y Mare aperto.
El 19 de abril de 2024, lanzó el sencillo Tempo (All the Things She Said), una reelaboración de la canción All the Things She Said de t.A.T.u. El sencillo Solo guai fue lanzado el 14 de junio. Los días 25, 26, 28 y 29 de junio abrió los conciertos de Coldplay durante las fechas italianas del Music of the Spheres World Tour en el estadio San Siro de Milán.
El 18 de octubre de 2024 fue incluida entre los autores de la canción Niente di male de Giorgia, marcando la segunda colaboración después del sencillo Parentesi, aunque esta vez los dos no cantaron a dúo.
El 13 de diciembre de 2024 lanzó un álbum de estudio colaborativo junto a su hermano Thasup, Casa Gospel, creado a partir de la necesidad de contar su pasión por la música, que ha caracterizado su vida desde la infancia, recorriendo sus orígenes a partir de la casa donde crecieron. Ese mismo día se puso a disposición el single Posto mio, el primer sencillo del álbum. Posteriormente el álbum, tras debutar en la segunda posición en el FIMI Album Chart, fue certificado oro.

## Discografía
- 2022 – Universo
- 2024 – Casa Gospel (con Thasup)

## Giras

### Artista principal
- 2022 – Universo Tour 2022
- 2023 – Mara Sattei Summer Tour 2023

### Artista de apertura
- 2023 – Music of the Spheres World Tour (Europa)

## Programas de televisión
- Amici di Maria De Filippi 13 (Canale 5, Real Time, 2013-2014) - concursante

## Participación en certámenes de canto
- Festival de San Remo (Rai 1)
  - 2023 – 19.º puesto con Duemilaminuti

## Premios y reconocimientos
- Festival de San Remo
  - 2023 – Premio CoReCom sobre violencia contra la mujer para Duemilaminuti[65]
- RTL 102.5 Power Hits Summer
  - 2022 – Ganadora general y Premio FIMI por La dolce vita (con Fedez y Tananai)[47]